# تام آن تامز
تام آن تامز (انگلیسی: Tom N Toms) شرکت کافی‌شاپ‌های زنجیره‌ای کره‌ای است، که در سال ۲۰۰۱ تأسیس شد.